# Vesperidae
Famille
Les Vesperidae sont une petite famille de coléoptères avec un aspect plutôt hétérogène, mais tous caractérisés par des larves reliées à l'appareil radical de plantes arborées ou herbacées.

En Europe ils ne comprennent que le seul genre Vesperus Dejean, 1821.  

## Morphologie

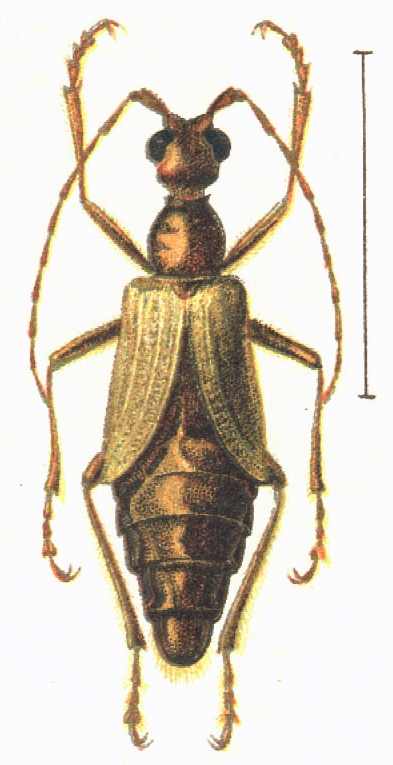
Vesperus luridus (Rossi, 1790), femelle

### Adulte
Les adultes, tous nocturnes, sont caractérisés par des couleurs terreux bruns or testacés, brachypterisme plus ou moins poussé (surtout chez les femelles) jusqu'à l'aptérisme et physiogastrie chez le femelles.

Certains genres tropicaux (Pathocerus) ont des antennes flabellées, des autres (Hypocephalus, Mysteria) extrêmement accourcies.

Certains, comme le genre brésilien Migdolus, présentent des mandibules notablement développées comme les mâles des cérambycidés Parandra et Spondylis, tandis que des autres, comme les mâles du genre Hypocephalus ont des mandibules extrêmement modifiées.

### Larve
Les larves présentent des adaptations à la vie souterraine et du polymorphisme : les larves primaires ont un aspect éruciforme et sont recouvertes de soies très longues, tandis que les larves adultes ont un aspect mélolonthiforme qui rappelle les larves des hannetons. Elles sont localement connues sous le nom de Bouton ou Mangé-Mallois
.

## Biologie
Les adultes, qui éclosent quelques mois avant leur apparition, présentent une phénologie particulière, typique de chaque espèce.
Certaines  espèces (Vesperus strepens et V. conicicollis macropterus) apparaissent seulement en été,,, des autres dans l'arrière-été (Vesperus luridus), et des autres encore dans les douces nuits d'hiver (Vesperus xatharti et V. ligusticus),,.

### Importance agraire
Vesperus luridus et Vesperus strepens ont été jadis cités comme nuisibles à la culture de la vigne,, mais ces attaques semblent être aujourd'hui très sporadiques.
Toutefois Vesperus xatarti Mulsant, 1839, une espèce répandue dans le département des Pyrénées-Orientales et dans l'Aude (ainsi que dans presque toute l'Espagne), a encore une remarquable importance agraire[pas clair],.

## Systématique
Les Vesperini ont été jadis considérés comme sous-famille des Lepturinae, les Anoplodermatini comme sous-famille des Prioninae et les Philini un groupe mystérieux de quelque façon reliés aux Prioninae.
Après, les caractéristiques particulières de la larve des Vesperus ont porté à séparer cette tribu comme une sous-famille et puis comme sous-famille indépendante,,,,,,,,.

Seulement en 1997 Švácha, Wang & Chen ont reconnu et démontré dans les formes larvaires l'affinité morphologique de ces trois groupes.
 
Aussi des études très récents sur les chromosomes ont confirmé les grandes différences entre les Vesperidae et les Cerambycidae.

La famille est subdivisée en trois sous-familles:
- Anoplodermatinae Guérin-Méneville, 1840
- Philinae J.Thomson, 1860
- Vesperinae Mulsant, 1839